# 奈良市議会
奈良市議会（ならしぎかい）は、奈良県の県庁所在地である奈良市の議会。

## 概要
- 定数：39人（「奈良市議会の議員の定数を定める条例」の定めによる[1][2]）
- 任期：4年
- 選出方法：市全体を1選挙区とする大選挙区制（単記非移譲式）

## 会派
2025年8月12日現在、「自由民主党」「公明党奈良市議会議員団」「日本維新の会奈良市議団」の3会派が同数（6人）で最大会派。
| 会派名                 | 議員数 | 議員名（太字は幹事長）                                                                             |
| ---------------------- | ------ | -------------------------------------------------------------------------------------------------- |
| 自由民主党             | 6      | 森田一成、八尾俊宏、道端孝治、太田晃司、植村佳史、井久保裕也                                       |
| 自民党・無所属の会     | 4      | 横井雄一、榎本博一、塚本勝、鍵田美智子                                                             |
| 公明党奈良市議会議員団 | 6      | 九里雄二、宮池明、田畑日佐恵、早田哲朗、真鍋弘美、山口寛                                           |
| 日本維新の会奈良市議団 | 6      | 大西淳文、佐野和則、柳田昌孝、木下修平、中川康、北邨翔平                                           |
| 共産党奈良市会議員     | 4      | 山口裕司、北村拓哉、山本直子、白川健太郎                                                           |
| 市民ひろば             | 3      | 樋口清二郎、柿本元気、阪本美知子                                                                   |
| 無所属                 | 10     | 松石聖一、岡本誠至、下村千恵、階戸幸一、松下幸治、内藤智司、江川友梨、尾崎暢子、松尾浩司、原田将大 |
| 計（欠員0）            | 39     | |

## 選出議員
奈良市議会の選挙制度は、市全体を1選挙区とする大選挙区制（単記非移譲式）である。
- 太字の議員は、所属会派の幹事長。
- 名前の後ろの [元] は元議員、[新] は新人であることを表す（立候補時）。

| 選出議員        | 選出議員      | 政党等       | 会派                   | 当選回数  | 得票数    | 得票率 |
| --------------- | ------------- | ------------ | ---------------------- | --------- | --------- | ------ |
|                 | 森田一成      | 自由民主党   | 自由民主党             | 6         | 3,864     | 2.21%  |
| 八尾俊宏        | 4             | 自由民主党   | 自由民主党             | 3,256     | 1.86%     |        |
| 道端孝治        | 4             | 自由民主党   | 自由民主党             | 4,384     | 2.50%     |        |
| 太田晃司        | 4             | 自由民主党   | 自由民主党             | 4,828     | 2.76%     |        |
| 植村佳史 [元]   | 無所属        | 6            | 自由民主党             | 3,684     | 2.10%     |        |
| 井久保裕也 [新] | 無所属        | 1            | 自由民主党             | 2,885     | 1.65%     |        |
|                 | 横井雄一      | 無所属       | 自民党・無所属の会     | 5         | 2,952     | 1.69%  |
| 榎本博一        | 自由民主党    | 2            | 自民党・無所属の会     | 4,656     | 2.66%     |        |
| 塚本勝          | 自由民主党    | 3            | 自民党・無所属の会     | 3,175     | 1.81%     |        |
| 鍵田美智子      | 無所属        | 4            | 自民党・無所属の会     | 2,488.528 | 1.42%     |        |
|                 | 九里雄二      | 公明党       | 公明党奈良市議会議員団 | 4         | 2,378     | 1.36%  |
| 宮池明          | 5             | 公明党       | 公明党奈良市議会議員団 | 2,822     | 1.61%     |        |
| 田畑日佐恵      | 3             | 公明党       | 公明党奈良市議会議員団 | 2,411     | 1.38%     |        |
| 早田哲朗        | 3             | 公明党       | 公明党奈良市議会議員団 | 2,537     | 1.45%     |        |
| 真鍋弘美 [新]   | 1             | 公明党       | 公明党奈良市議会議員団 | 2,701     | 1.54%     |        |
| 山口寛 [新]     | 1             | 公明党       | 公明党奈良市議会議員団 | 2,688.872 | 1.54%     |        |
|                 | 大西淳文      | 日本維新の会 | 日本維新の会奈良市議団 | 3         | 5,336     | 3.05%  |
| 佐野和則        | 2             | 日本維新の会 | 日本維新の会奈良市議団 | 2,467     | 1.41%     |        |
| 柳田昌孝        | 2             | 日本維新の会 | 日本維新の会奈良市議団 | 3,623     | 2.07%     |        |
| 木下修平 [新]   | 1             | 日本維新の会 | 日本維新の会奈良市議団 | 2,759     | 1.58%     |        |
| 中川康 [新]     | 1             | 日本維新の会 | 日本維新の会奈良市議団 | 8,780     | 5.02%     |        |
| 北邨翔平 [新]   | 1             | 日本維新の会 | 日本維新の会奈良市議団 | 2,860.050 | 1.63%     |        |
|                 | 山口裕司      | 日本共産党   | 共産党奈良市会議員     | 6         | 2,496.127 | 1.43%  |
| 北村拓哉        | 6             | 日本共産党   | 共産党奈良市会議員     | 2,994.949 | 1.71%     |        |
| 山本直子        | 5             | 日本共産党   | 共産党奈良市会議員     | 4,061.676 | 2.32%     |        |
| 白川健太郎      | 4             | 日本共産党   | 共産党奈良市会議員     | 2,222     | 1.27%     |        |
|                 | 樋口清二郎    | 立憲民主党   | 市民ひろば             | 3         | 5,298     | 3.03%  |
| 柿本元気 [元]   | 4             | 立憲民主党   | 市民ひろば             | 6,968     | 3.98%     |        |
| 阪本美知子      | 無所属        | 3            | 市民ひろば             | 2,230.652 | 1.27%     |        |
|                 | 内藤智司      | 国民民主党   | 無所属                 | 5         | 4,449     | 2.54%  |
| 江川友梨 [新]   | 1             | 国民民主党   | 無所属                 | 5,581     | 3.19%     |        |
|                 | 尾崎暢子 [新] | 参政党       | 無所属                 | 1         | 10,985    | 6.27%  |
|                 | 松下幸治 [元] | 日本保守党   | 無所属                 | 3         | 2,294.791 | 1.31%  |
|                 | 松石聖一      | 無所属       | 無所属                 | 6         | 2,436     | 1.39%  |
| 岡本誠至        | 2             | 無所属       | 無所属                 | 4,875     | 2.78%     |        |
| 下村千恵        | 2             | 無所属       | 無所属                 | 3,362     | 1.92%     |        |
| 階戸幸一 [元]   | 5             | 無所属       | 無所属                 | 2,433     | 1.39%     |        |
| 松尾浩司 [新]   | 1             | 無所属       | 無所属                 | 4,282.208 | 2.45%     |        |
| 原田将大 [新]   | 1             | 無所属       | 無所属                 | 8,320     | 4.75%     |        |

## 議員報酬等
| 役職   | 議員報酬        | 政務活動費 |
| ------ | --------------- | ---------- |
| 議長   | 月額 73万3000円 | 月額 7万円 |
| 副議長 | 月額 64万4000円 | 月額 7万円 |
| 議員   | 月額 59万6000円 | 月額 7万円 |

- 別途、年2回期末手当あり
- 政務活動費の残金は市に返還する義務がある
- 議員年金は2011年（平成23年）6月1日で廃止されている

## 沿革
2021年
- 7月11日 - 奈良市議会議員選挙実施。投票率50.92％。
- 10月末頃 - 岡田浩徳は、第49回衆議院議員総選挙・奈良1区に立候補した馬淵澄夫への投票を呼び掛ける選挙運動の見返りとして大学生1人に半日あたり5千円の支払いを約束し、もう1人に3回分計1万5000円を渡したとされる[7]。
- 11月30日 - 岡田は、上記の選挙運動をめぐり、奈良県警によって奈良地検に書類送検された[7]。

2022年
- 1月18日 - 林政行がPCR検査により新型コロナウイルス陽性となり、入院[8]。
- 1月19日 - 林政行が入院先で死去[8]。
- 10月4日 - 奈良市長の仲川げんは記者会見し、同年7月に発生した安倍晋三の銃撃事件現場を含む近鉄大和西大寺駅北口前の市道西大寺一条線の整備について、2車線の車道の西側歩道を最大幅で16メートル程度に拡幅し、交差点付近に花壇を設けると明らかにした[9]。

2023年
- 3月6日 - 市議会定例会の代表質問で、「自民党奈良市議会・結の会」の森田一成幹事長は、前述の事件現場について「花壇以外の構造物の設置」「現場が車道にならないよう歩道をさらに拡張すること」「現場のアスファルトの保存」などを要望した[10]。アスファルトは剥がした後、産業廃棄物として処分されるが、これを不服とする森田は「元首相が倒れられた地点のアスファルトを、単なる産廃として処分されることは容認できない」と食い下がった。そして「その地点のアスファルトの一部をわが会派にお譲りいただきたい」と要求した。仲川市長は「今の段階でお譲りするのが妥当か、即答し兼ねる」と答弁した[11]。
- 5月16日 - 議会最大勢力である自民・無所属系の会派「自民党奈良市議会・結の会」において、火葬場の用地買収に絡む債権放棄問題などを巡り意見が対立、最終的に2会派へと分裂するに至った[12][13]。
  - 当時の議長である北良晃を含む、自民・結の会を脱退した議員5名により、新会派「自民党・無所属の会」が結成された。同会派には、無所属の岡田浩徳が新たに加わり、6人会派となった。幹事長は横井雄一が務める[13]。
  - 自民・結の会には、会派名を「自由民主党奈良市議会」へ変更。5人の議員が残留しており、幹事長は引き続き森田一成が務める[13]。

2025年
- 3月28日 - 3月定例市議会での議案採決の際に、「自民党・無所属の会」所属の北良晃が、同会派の居眠りをしていた土田敏朗の投票ボタンを勝手に押していたことが判明[14]。投票結果は、採決から数時間後に修正された[15]。同月30日、この事態を受けて「自民党・無所属の会」を除く5会派の5議員が懲罰動議を提出。翌31日、懲罰特別委員会の設置が決定[16][17]。
- 4月11日 - 懲罰特別委員会で審査を受けていた北良晃が、辞職願を議長に提出。同日付で受理され、議員辞職した[18][19]。この辞職により、北に対する懲罰特別委員会の審査は終了。
- 5月7日 - 懲罰特別委員会は、居眠りをしていたとされる土田敏朗に対して、「陳謝」の懲罰を科すことを決定した[20][21][22]。
- 7月20日 - 奈良市議会議員選挙実施。55人が立候補し、投票総数は184,010票（うち有効投票は175,060票）であった。投票率62.87％[6][23]。なお、第27回参議院議員通常選挙、奈良市長選挙が同時に実施された。